# Фантуца (Болоња)
Фантуца (итал. Fantuzza) је насеље у Италији у округу Болоња, региону Емилија-Ромања.
Према процени из 2011. у насељу је живело 20 становника. Насеље се налази на надморској висини од 19 м.